# 布吉鎮
布吉鎮是中國廣東省深圳市一個昔日的鎮，後來分拆分为布吉街道、南湾街道。
此鎮位於深圳經濟特區以外，1986年8月設立為鎮；1993年1月1日被劃作龙岗区一部分。於2004年8月26日，因應深圳市「撤鎮設街」，原鎮被劃作三個部分：布吉街道、坂田街道、南灣街道。
早年是一個工業區，現時已是大多在經濟特區工作的深圳人居住的地方。目前單在布吉街道，已有中海怡翠山莊、大世紀、東方半島、麗湖、信義假日名城、陽光、桂芳園等數十個大型屋苑。

## 參看
- 布吉街道
- 南湾街道
- 中海怡翠山莊